# Roti (gerecht)

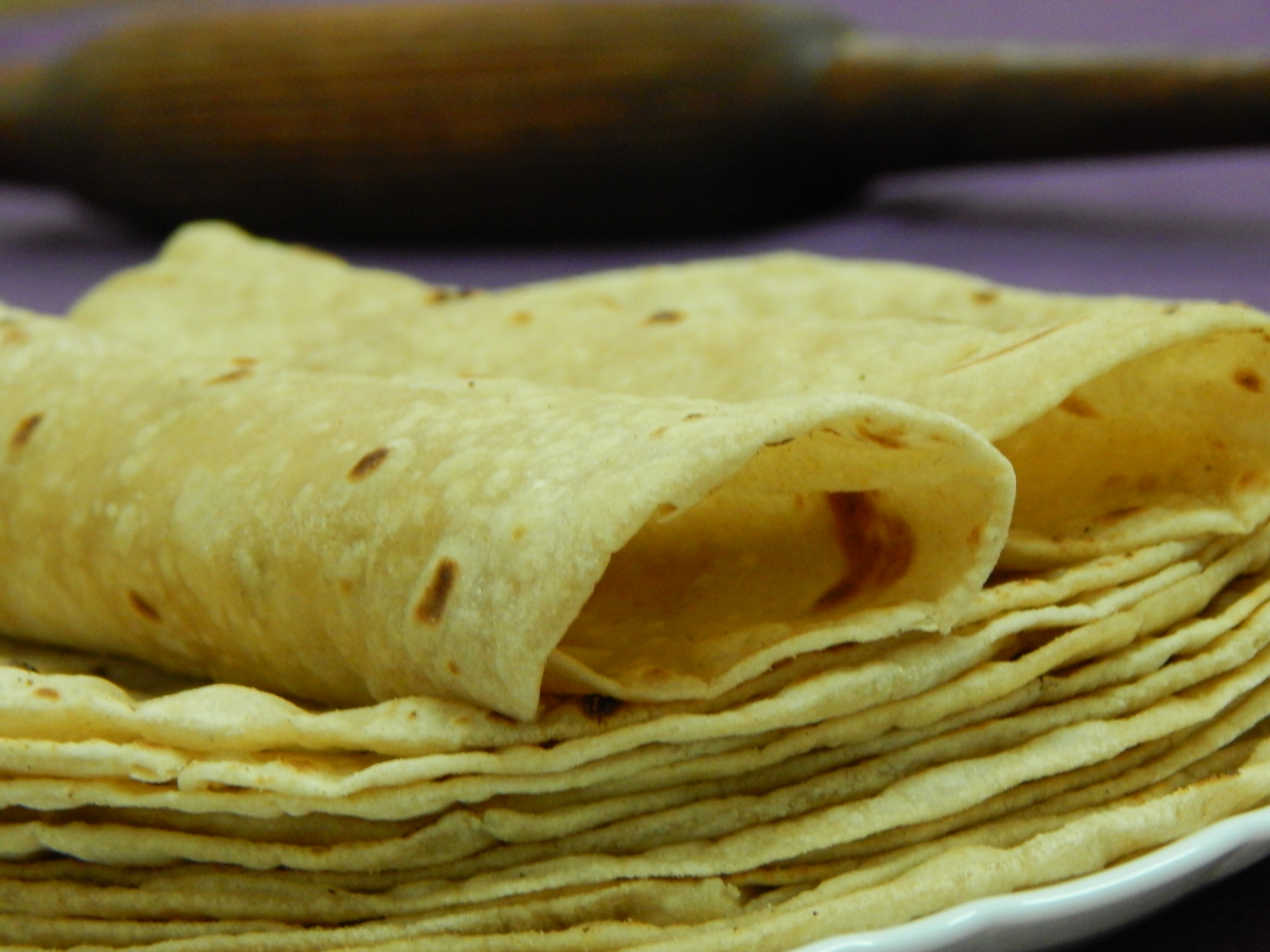
Roti's

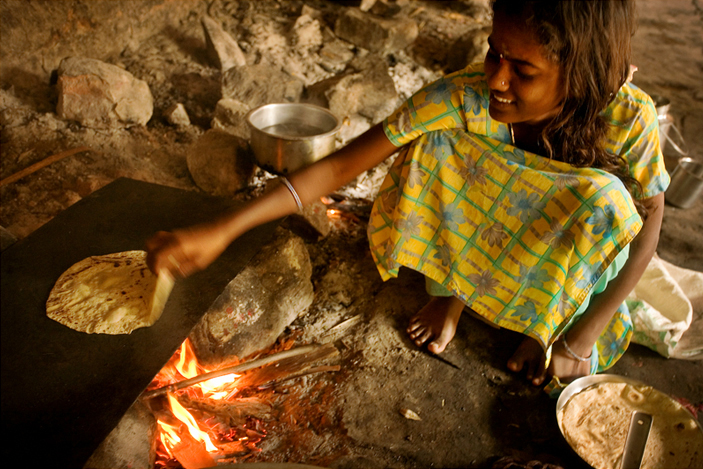
Een meisje, op bedevaart in de Mahakuta tempels van het Bagalkot district in India, bakt chapati's in een tempel

Een roti of chapati is een ongerezen rond of ovaal platbrood dat zijn oorsprong heeft op het Indisch subcontinent. Het is een basisvoedingsmiddel dat veel geconsumeerd wordt in India, Nepal, Bangladesh, Pakistan, Sri Lanka, Oost-Afrika en in Suriname en de rest van het Caraïbisch gebied.
In Suriname en Nederland wordt met roti niet alleen het brood maar vaak ook de combinatie met masala van vlees, groenten en ei bedoeld. Dit wordt niet meer alleen door Hindoestanen gegeten, maar is geliefd onder alle bevolkingsgroepen. In Nederland is het een populair afhaalgerecht geworden sinds de emigratiegolven van Surinamers naar Nederland in het midden van de jaren zeventig.
Roti's worden gemaakt van volkorenmeel - bekend als attameel - dat met water tot een deeg wordt gemengd, eventueel onder toevoeging van zout. Ze worden gebakken op een platte of soms zelfs gebolde verwarmde ronde plaat, een tava genoemd. Dit soort platte broden komen reeds voor in het neolithicum. In het gebied waarin nu Noord-India en Zuid-Pakistan zijn gelegen, begon deze periode rond 7000 v.Chr.
De Indiase roti-varianten van roti genieten een toenemende populariteit in alle landen waar zich groepen Indiase immigranten hebben gevestigd: Canada, Guyana, Maleisië, Suriname, Trinidad en Tobago, Verenigd Koninkrijk enz.

## Etymologie
De Indusbeschaving was een van de eerste volkeren die tarwe cultiveerden. Het woord roti is afgeleid van het Sanskrietwoord rotikā, dat 'brood' betekent. Het woord chapat (Hindi: चपत) betekent 'plat', 'klap', wat verwijst naar de traditionele bereidingswijze, waarbij dunne ronde plakken tussen de vochtige handpalmen worden gemaakt. Het brood wordt genoemd in de 16e-eeuwse Grondwet van Akbar opgesteld door Abu 'l-Fazl ibn-Mubarak vizier van het Mogolrijk onder Akbar de Grote. In opgravingen zijn restanten van een variëteit van tarwe teruggevonden zoals deze nog altijd voorkomt in India. 
Met de woorden roti of chapati worden alle vormen van platbrood bedoeld in India, Nepal, Bangladesh, Pakistan, Sri Lanka, Indonesië, Maleisië en Suriname. Meer specifiek worden hiermee alleen de ongerezen platte Indiase broden bedoeld zoals de Indiase naan en alu paratha. In Thailand duidt roti meestal niet alleen de pannenkoek-achtige broodsoorten aan, maar vaak ook de gerezen broden (afhankelijk met wie men spreekt), terwijl kanom paang alleen duidt op gerezen broden.

## Suriname

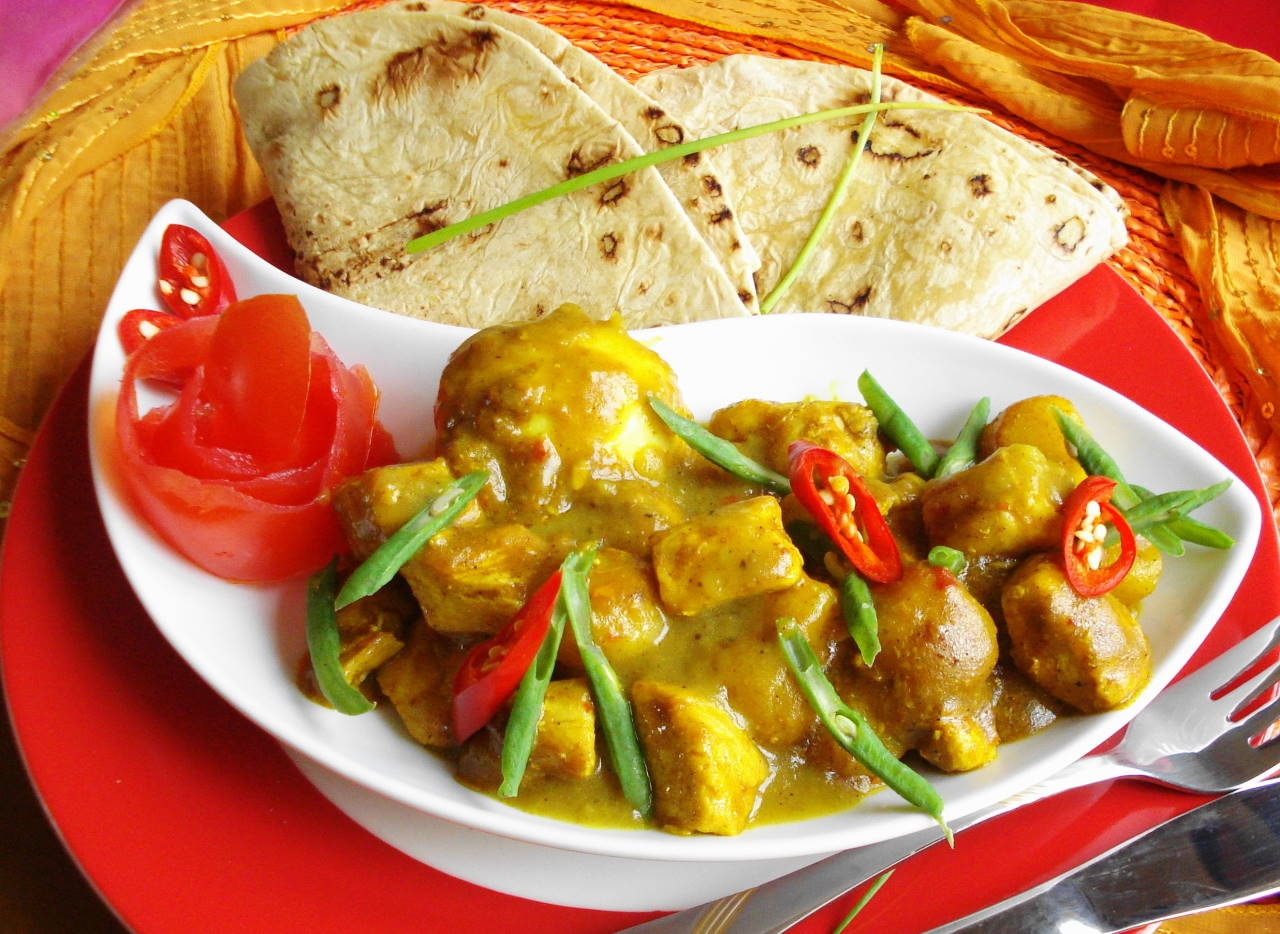
Surinaamse roti met kip masala

Met de emigratie van Hindoestanen uit India naar Suriname is ook de roti meegekomen. De 'pannenkoek' die in Suriname (en Nederland) roti of rotiplaat heet, wordt in India ook wel chapati genoemd. Het is een soort ongezoete broodpannenkoek die verschillende toevoegingen kan hebben; in de Surinaamse variant veelal gemalen gele spliterwten (roti dalbharie) of aardappelen (roti alubharie) en met smaakmakers als komijn en chilipeper. Voor de bereiding worden balletjes deeg (eventueel met additionele ingrediënten) uitgerold tot dunne 'pannenkoeken' die op een zogeheten rotiplaat worden gebakken. De Surinaamse roti wordt met een aantal bijgerechten geserveerd zoals kousenband, aardappelen, hardgekookte eieren, knoflook, ui en verschillende soorten vlees (kip, eend, schaap). Deze bijgerechten worden meestal gekruid met masala, een mengsel van gemalen specerijen vergelijkbaar met curry.
Het is gebruikelijk de roti met de handen te eten. Men breekt een stukje van het rotivel af om daarmee de bijgerechten te pakken en op te eten.

## Maleisië en Singapore

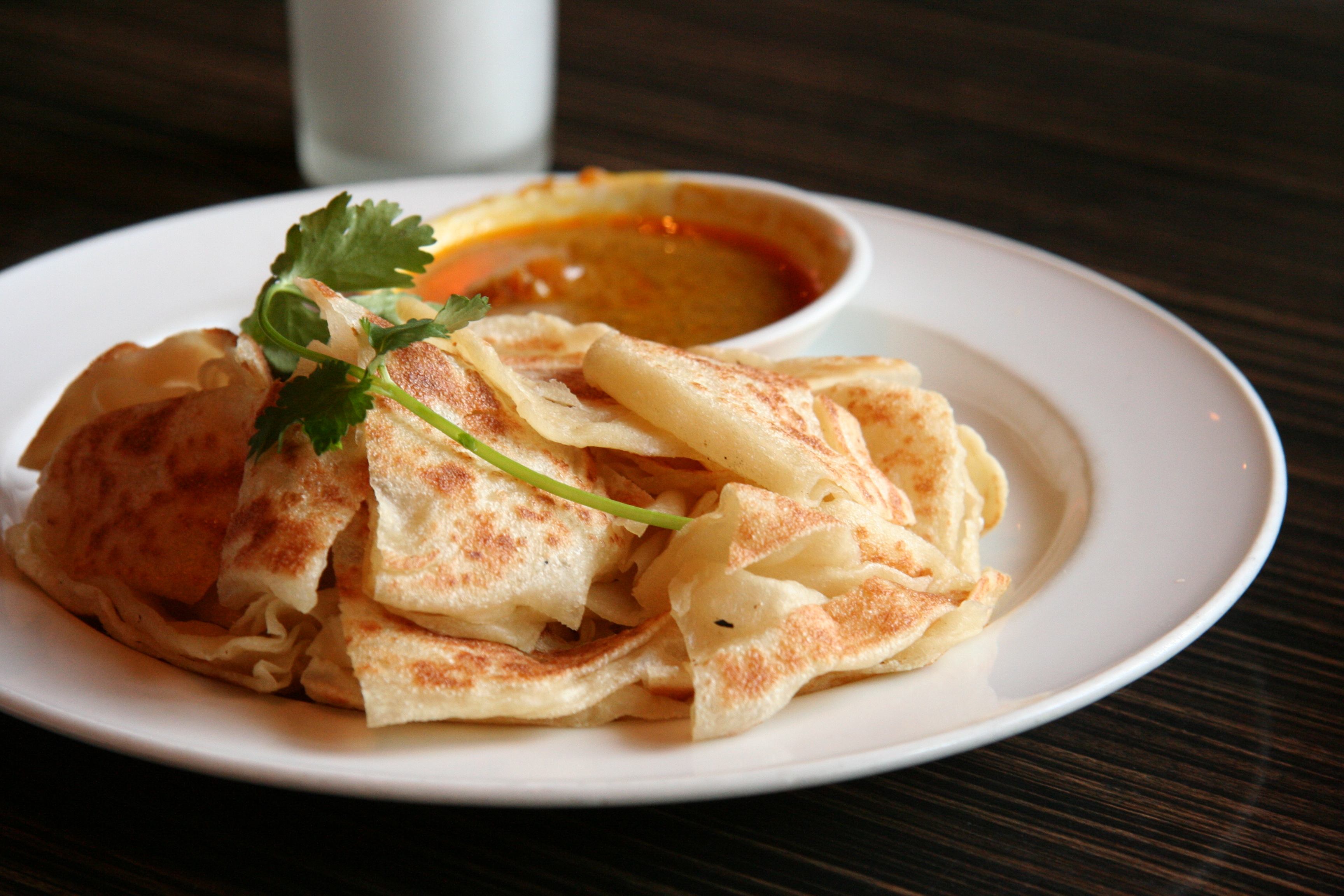
Opgewikkelde roti canai

De roti die in Singapore wordt gegeten wordt daar roti prata genoemd. Deze is gelijk aan de roti canai (uitspreken als "tjanaai") in Maleisië. Een eenvoudig deeg van bloem, ei, olie of (geklaarde) boter, zout en water wordt tot een flinterdunne vel uitgerold en uitgeslingerd, waarna het óf opgevouwen óf opgewikkeld wordt alvorens het op een rotiplaat te bakken. De consistentie van de opgewikkelde variant lijkt op die van een croissant; die van de opgevouwen variant lijkt op een Turkse börek. Het kan met hartige gerechten zoals kari ayam (Maleisische curry met kip) gegeten worden, maar het kan ook bijvoorbeeld besprenkeld worden met zoete gecondenseerde melk.
Een andere bekende roti uit Maleisië en Singapore is de roti jala. Hierbij wordt een dun pannenkoekbeslag, waarin koenjit en vaak ook kokosmelk is verwerkt, via een speciaal bekertje met aan de onderzijde vier dunne tuitjes op een hete plaat geschonken, zodanig dat er een fijnmazige pannenkoek ontstaat. De roti jala wordt gegeten met droge currysoorten (dit in tegenstelling tot de roti canai die vaak wordt geserveerd met curry's met veel saus) en is vooral populair tijdens de Maleisische Ramadan.

## Thailand

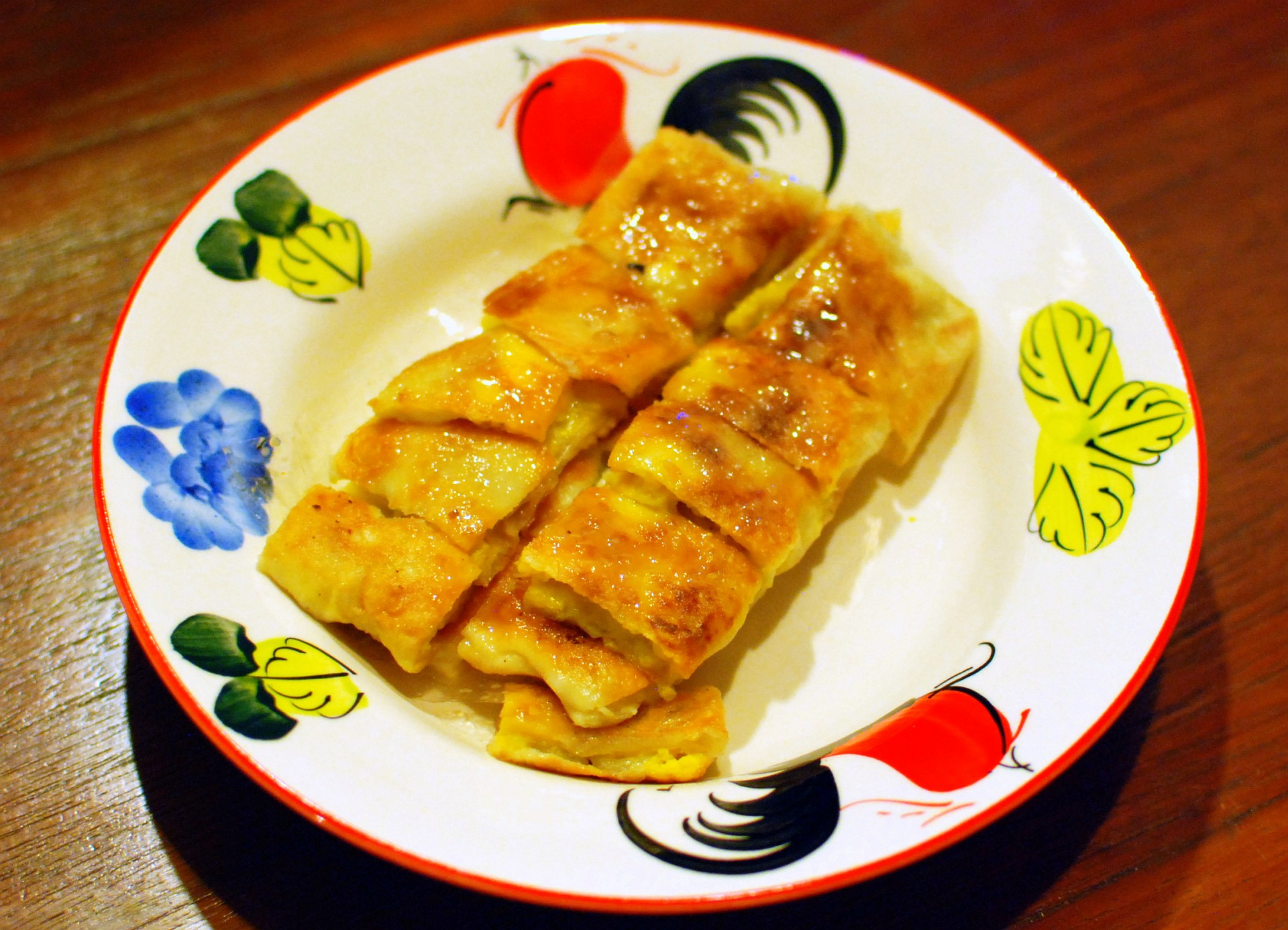
Thaise roti kluai khai gevuldmet banaan en ei

De roti in Thailand is een afgeleide van de Maleisische roti canai en wordt traditioneel door de etnisch Maleise moslims uit Zuid-Thailand gemaakt. Deze roti is fractioneel dikker dan de Maleisische roti en wordt meestal alleen in de zoete variant gegeten. Zeer populair in heel Thailand is de roti kluai khai. Dit is een vierkant opgevouwen rotipakketje waarin een in stukken gesneden zoete banaan en een geklutst eitje zijn meegebakken. Het wordt meestal besprenkeld met gecondenseerde melk en suiker.

## Fotogalerij

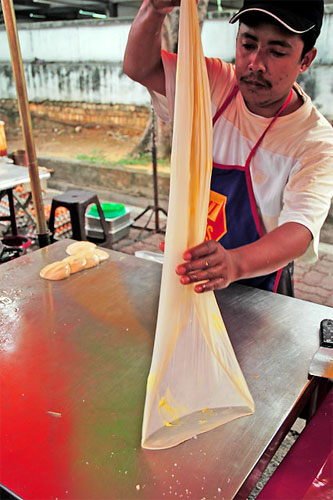
Maleisische roti canai tot een flinterdun vel uitgeslingerd
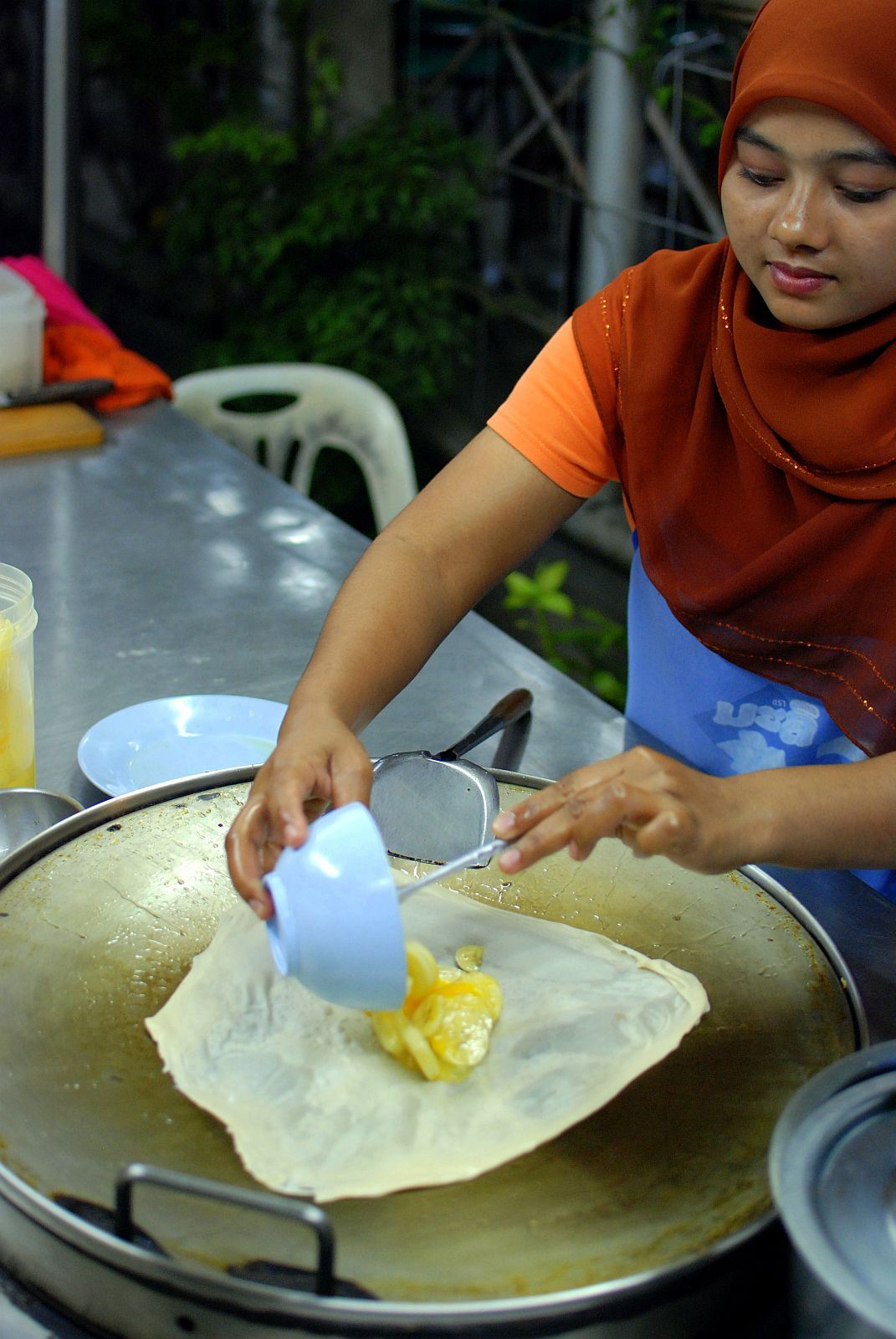
Bereiding van roti kluai khai in Chiang Mai Thailand
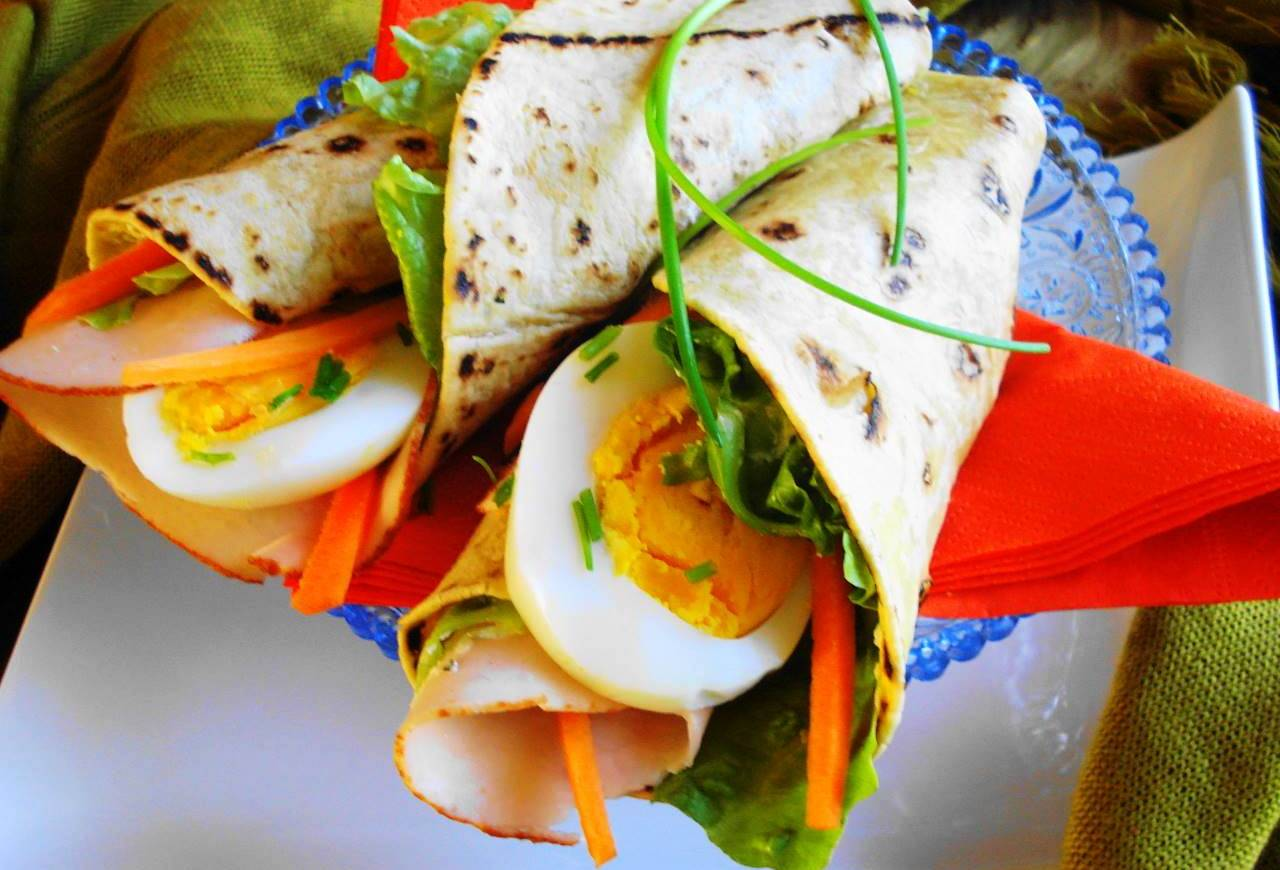
Een wrap gezond van roti
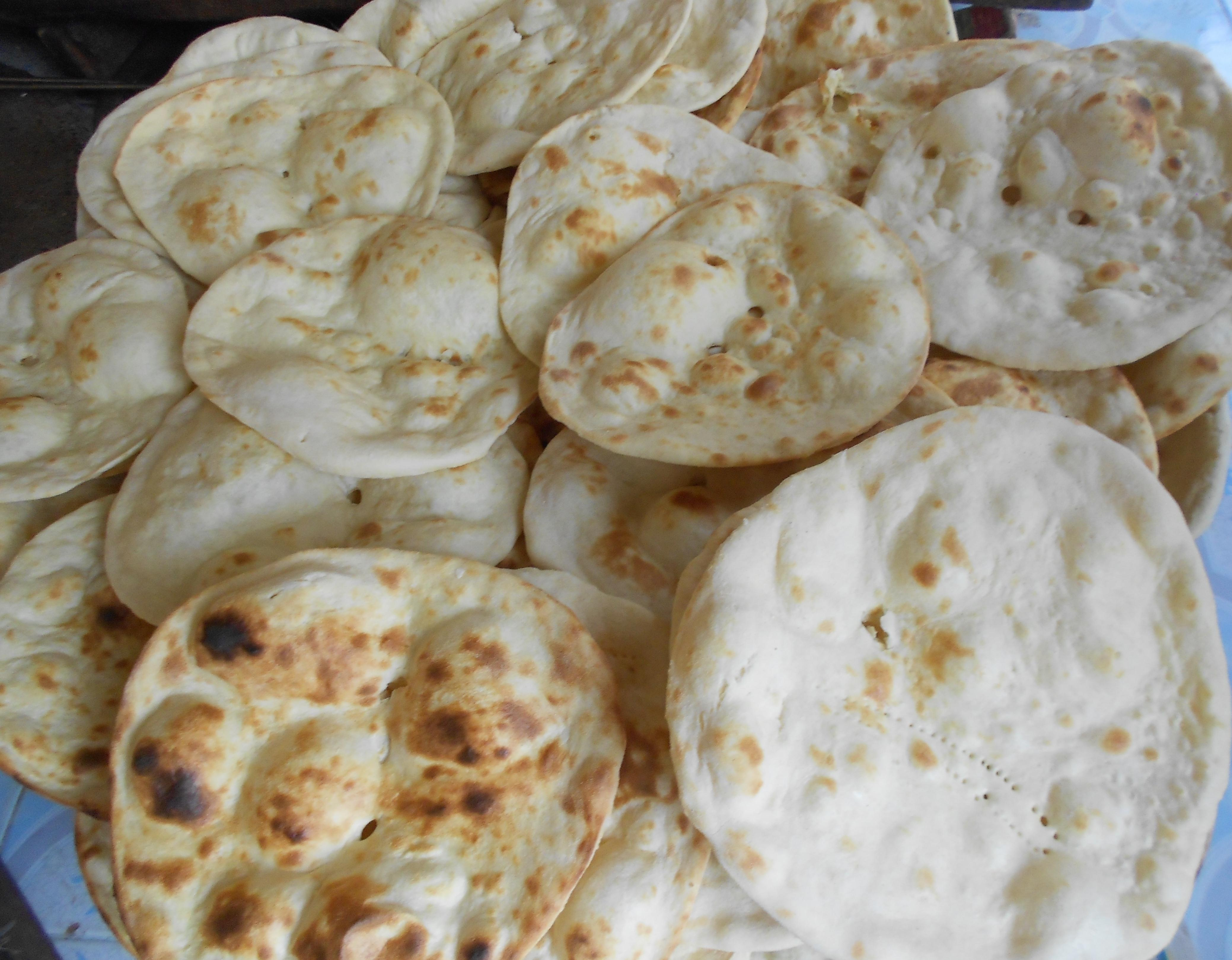
Kale "roti's" in India
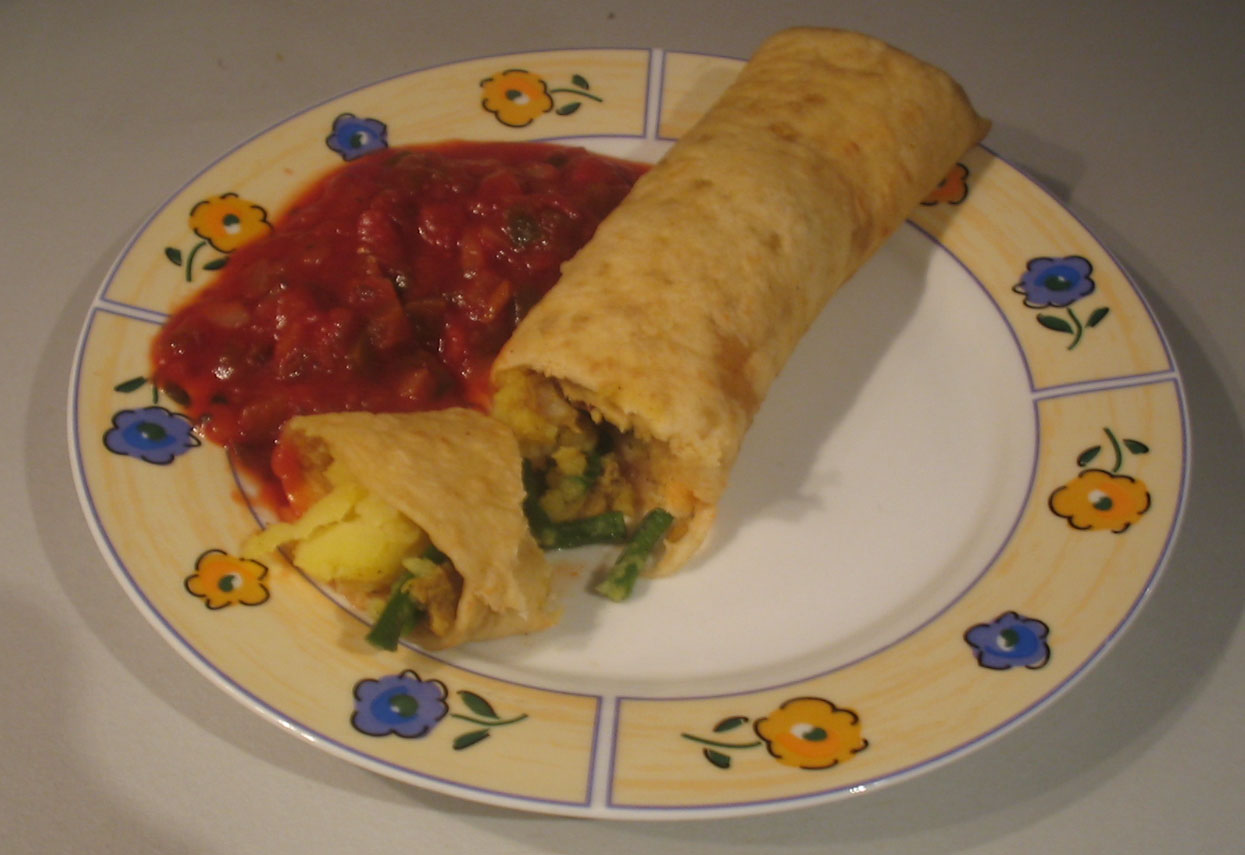
Roti-rol in Nederland
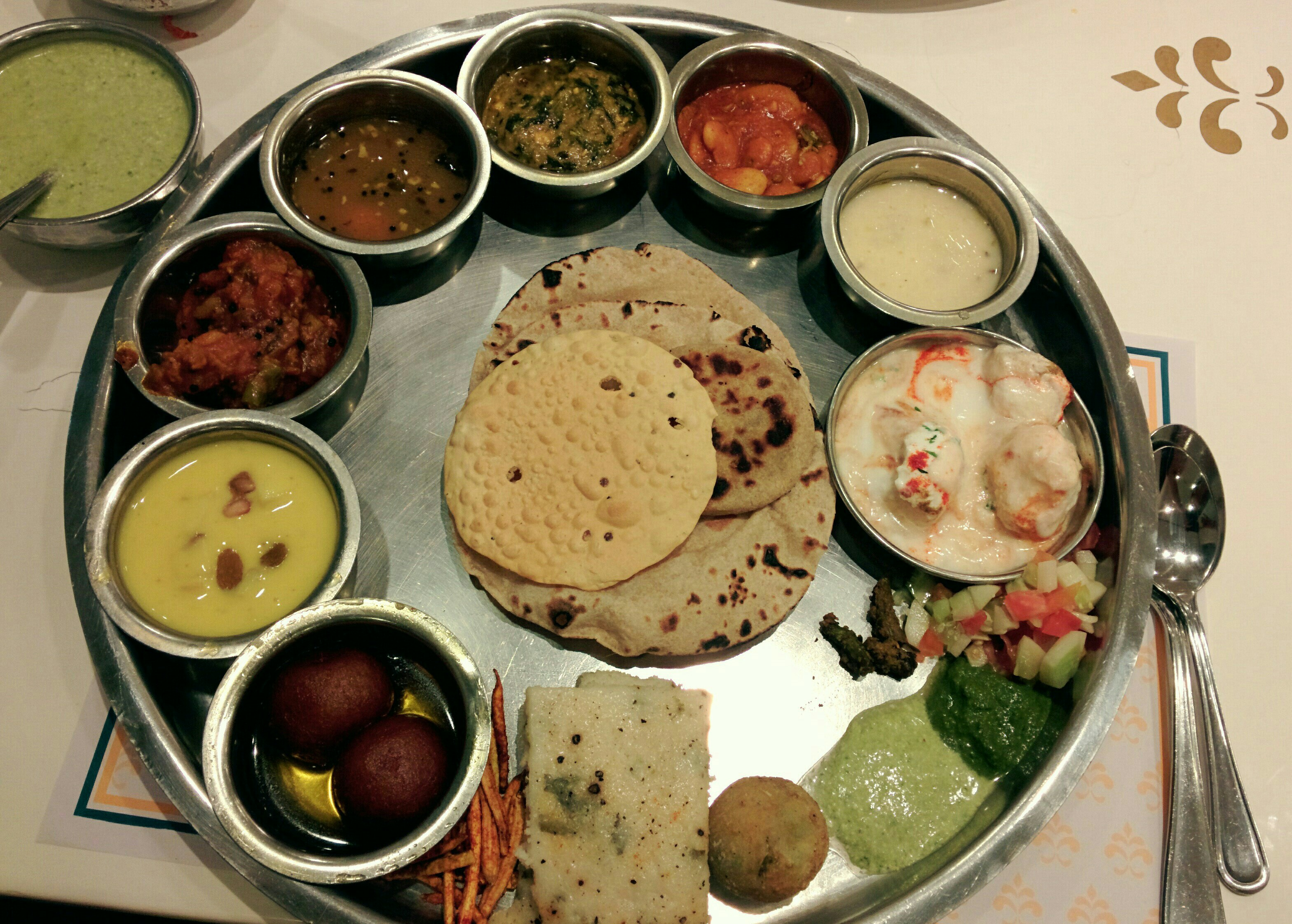
Roti als bijgerecht in een thali